# Rock Believer
Rock Believer je devatenácté studiové album německé rockové kapely Scorpions. Album vyšlo v roce 2022.

## Seznam skladeb
Texty napsal(i) Klaus Meine.
| Pořadí         | Název                               | Hudba                                               | Délka |
| -------------- | ----------------------------------- | --------------------------------------------------- | ----- |
| 1.             | Gas in the Tank                     | Rudolf Schenker                                     | 3:40  |
| 2.             | Roots in My Boots                   | Schenker                                            | 3:17  |
| 3.             | Knock 'em Dead                      | Schenker                                            | 4:11  |
| 4.             | Rock Believer                       | Meine, Schenker                                     | 3:57  |
| 5.             | Shining of Your Soul                | Schenker, Greg Fidelman                             | 3:57  |
| 6.             | Seventh Sun                         | Schenker, Hans-Martin Buff, Ingo Powitzer, Fidelman | 5:30  |
| 7.             | Hot and Cold                        | Matthias Jabs                                       | 4:12  |
| 8.             | When I Lay My Bones to Rest         | Schenker                                            | 3:07  |
| 9.             | Peacemaker                          | Schenker, Paweł Mąciwoda                            | 2:57  |
| 10.            | Call of the Wild                    | Schenker                                            | 5:20  |
| 11.            | When You Know (Where You Come From) | Schenker                                            | 4:22  |
| Celková délka: | Celková délka:                      | Celková délka:                                      | 44:29 |

### Deluxe edice
| Pořadí         | Název                                                 | Hudba          | Text           | Délka |
| -------------- | ----------------------------------------------------- | -------------- | -------------- | ----- |
| 12.            | Shoot for Your Heart                                  | Meine          | Meine          | 4:01  |
| 13.            | When Tomorrow Comes                                   | Schenker       | Meine          | 3:47  |
| 14.            | Unleash the Beast                                     | Schenker       | Meine          | 4:17  |
| 15.            | Crossing Borders                                      | Jabs           | Meine, Jabs    | 3:38  |
| 16.            | When You Know (Where You Come From) (akustická verze) | Schenker       | Meine          | 3:44  |
| Celková délka: | Celková délka:                                        | Celková délka: | Celková délka: | 63:56 |

## Sestava
- Klaus Meine – zpěv
- Rudolf Schenker – kytary, zpěv
- Matthias Jabs – sólová kytara, doprovodná kytara, akustická kytara, slide guitar
- Paweł Mąciwoda – basová kytara
- Mikkey Dee – bicí